# Лахвич, Фёдор Адамович
Федор Адамович Лахвич (род. 12 апреля 1945, Грабово, Пинская область) — советский химик. Академик Национальной академии наук Белоруссии (2000; член-корреспондент с 1994), доктор химических наук (1987), профессор (1991).

## Биография
Отец погиб на фронте, незадолго до конца войны. Окончил школу с золотой медалью. С отличием окончил химический факультет Белорусского государственного университета (1967). В 1967—1971 гг. стажер-исследователь, аспирант Института органической химии имени Зелинского АН СССР. В 1971—1974 гг. младший, старший научный сотрудник, заведующий лабораторией химии стероидов Института физико-органической химии АН БССР, в 1974—1989 гг. заведующий лабораторией Института биоорганической химии АН БССР. С 1981 года заведующий лабораторией простагландинов. Работал заместителем директора по научной работе Института биоорганической химии АН БССР, с 1989 г. вновь заведующий лабораторией. В 1997—2002 гг. главный ученый секретарь Национальной академии наук Белоруссии, с 2000 г. одновременно врио директора, с 2002 г. директор Института биоорганической химии НАН Белоруссии, в 2002—2004 гг. академик-секретарь Отделения химии и наук о Земле. С 2005 директор Института биоорганической химии Национальной академии наук Белоруссии, одновременно с 2008 г. генеральный директор ГНПО «Химический синтез и биотехнологии».
Научные работы в области химии природных биологически активных соединений и их аналогов.
Подготовил 7 докторов и более 20 кандидатов наук.

## Премии и награды
Государственная премия Республики Беларусь 1996 г. за цикл работ «Синтез, исследование и применение брассиностероидов — нового класса гормонов растений» (в составе коллектива сотрудников Института биоорганической химии). Премия НАН Белоруссии и Сибирского отделения РАН им. академика В. А. Коптюга за цикл работ «Исследование в области синтеза низкомолекулярных биорегуляторов» и значительный вклад в развитие научно-технического сотрудничества ученых Белоруссии и Сибирского отделения РАН (2002). Награждён Орденом Почёта (2009), медалью Франциска Скорины (1998).

## Научные работы
Опубликовал более 700 научных трудов, из которых 4 монографии и более 90 изобретений.
- Биорегуляторы: лечебные и диагностические препараты: Химические средства защиты растений // Наука — народному хозяйству. Мн., 2002.